# Peter Friedli
Peter Friedli (* 8. August 1925 in Bern; † 13. Januar 2012 ebenda)  war ein Schweizer Arzt, Publizist und Fotograf.

## Leben und Wirken
Peter Friedli wuchs mit seinem Bruder Bendicht Friedli in Bern auf. Neben seinem Brotberuf als Arzt war er vor allem für seine fotografischen Portraits von Kunstschaffenden, Galeristen und Politikern bekannt. Er schuf mit seiner Leica-Kamera ein fotografisches Archiv des kulturellen Lebens der Landeshauptstadt Bern. Friedli besuchte Kunstausstellungen oder andere öffentliche Anlässe, um dort die auftretenden Persönlichkeiten abzulichten, wie zum Beispiel den Unternehmer Willy Michel zusammen mit Franz Gertsch für das Buch zum Museum Franz Gertsch in Burgdorf.
1994 stellte die Kunsthalle Bern im Rahmen der Berner Galerietage 100 fotografische Portraits aus, die Friedli geschaffen hatte und mehr oder weniger bekannte Schweizer Künstler und Künstlerinnen zeigen.

### Beispiele von Porträtfotos

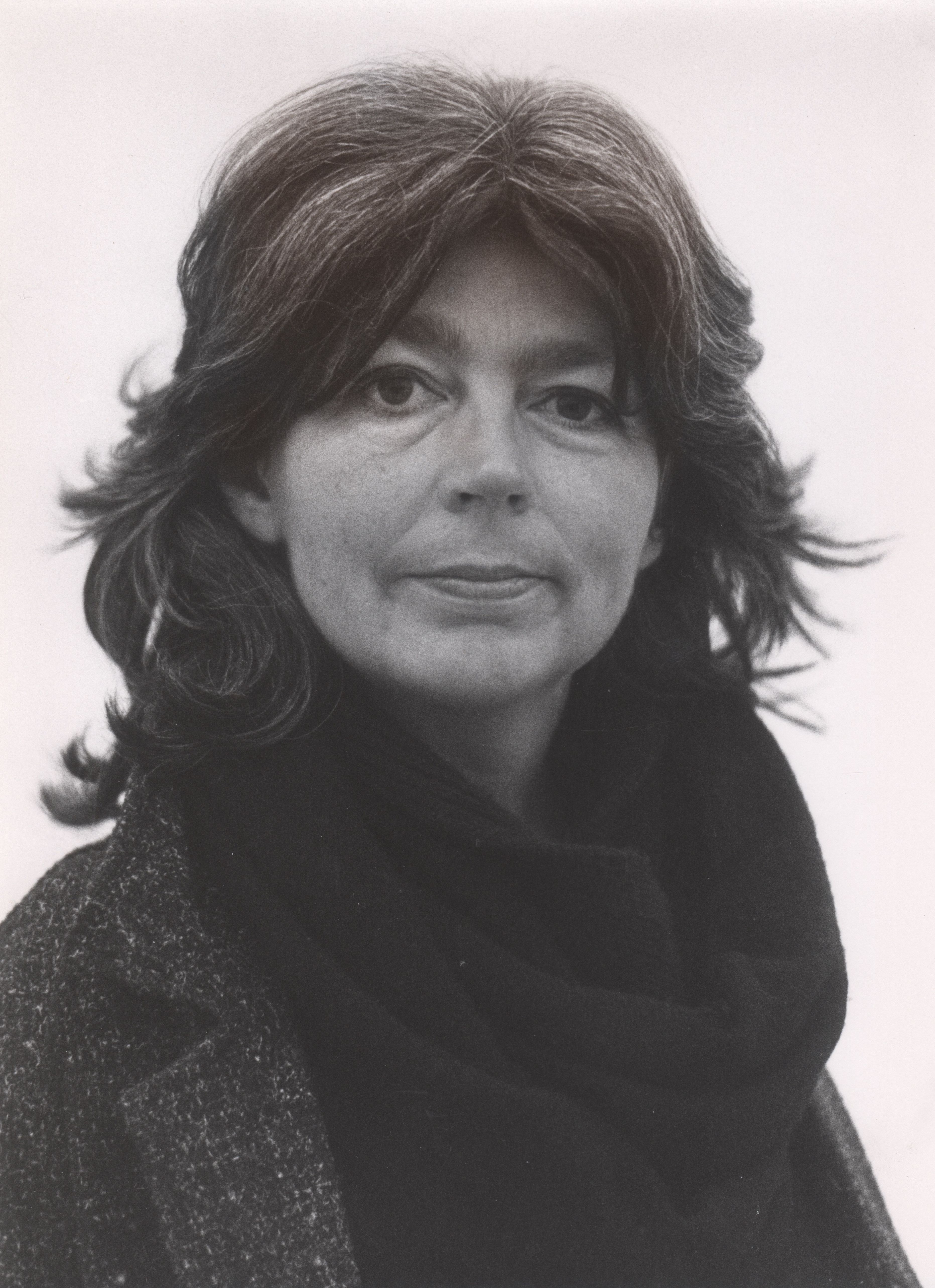
Leni Robert
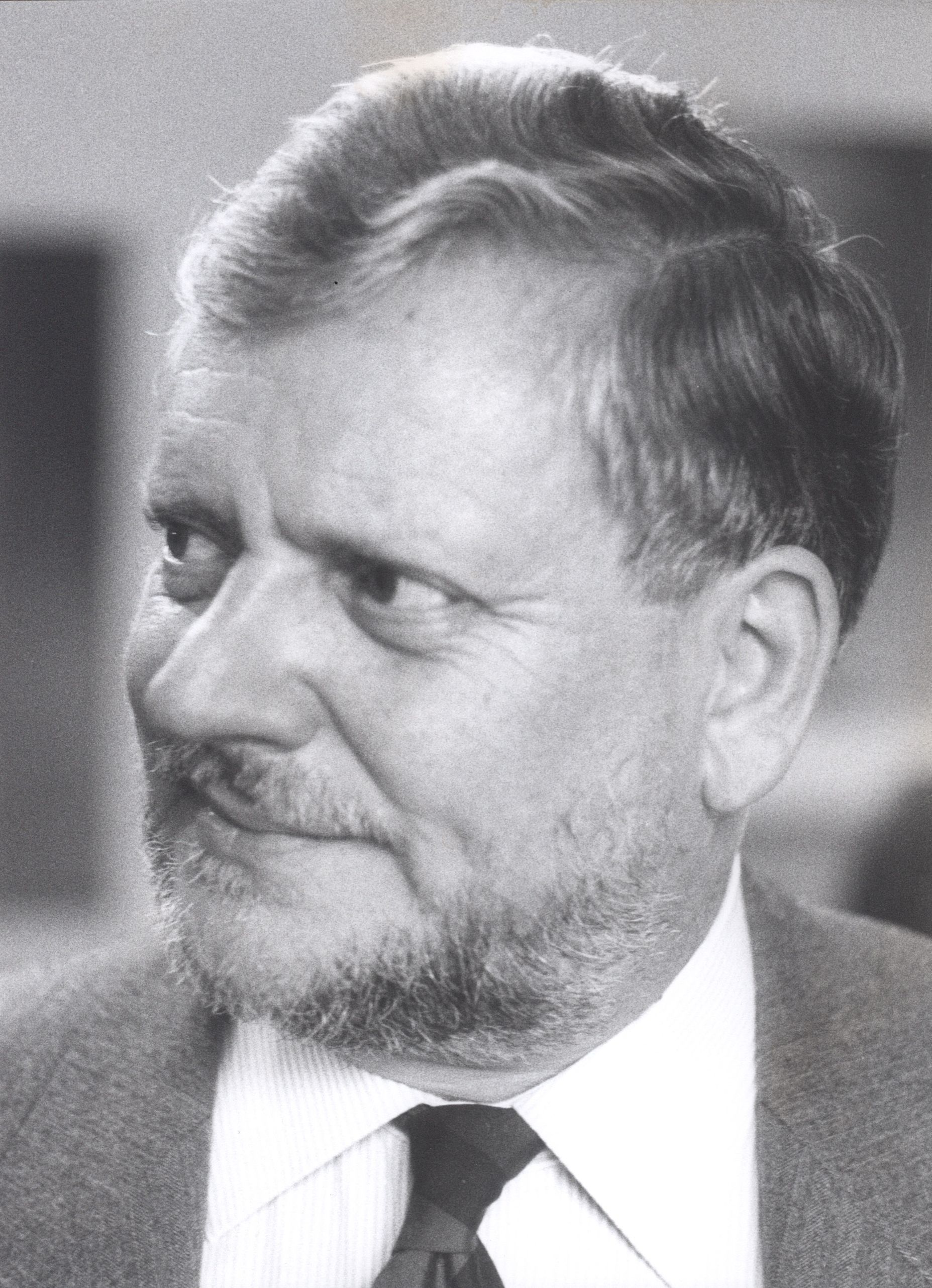
Gaudenz von Salis
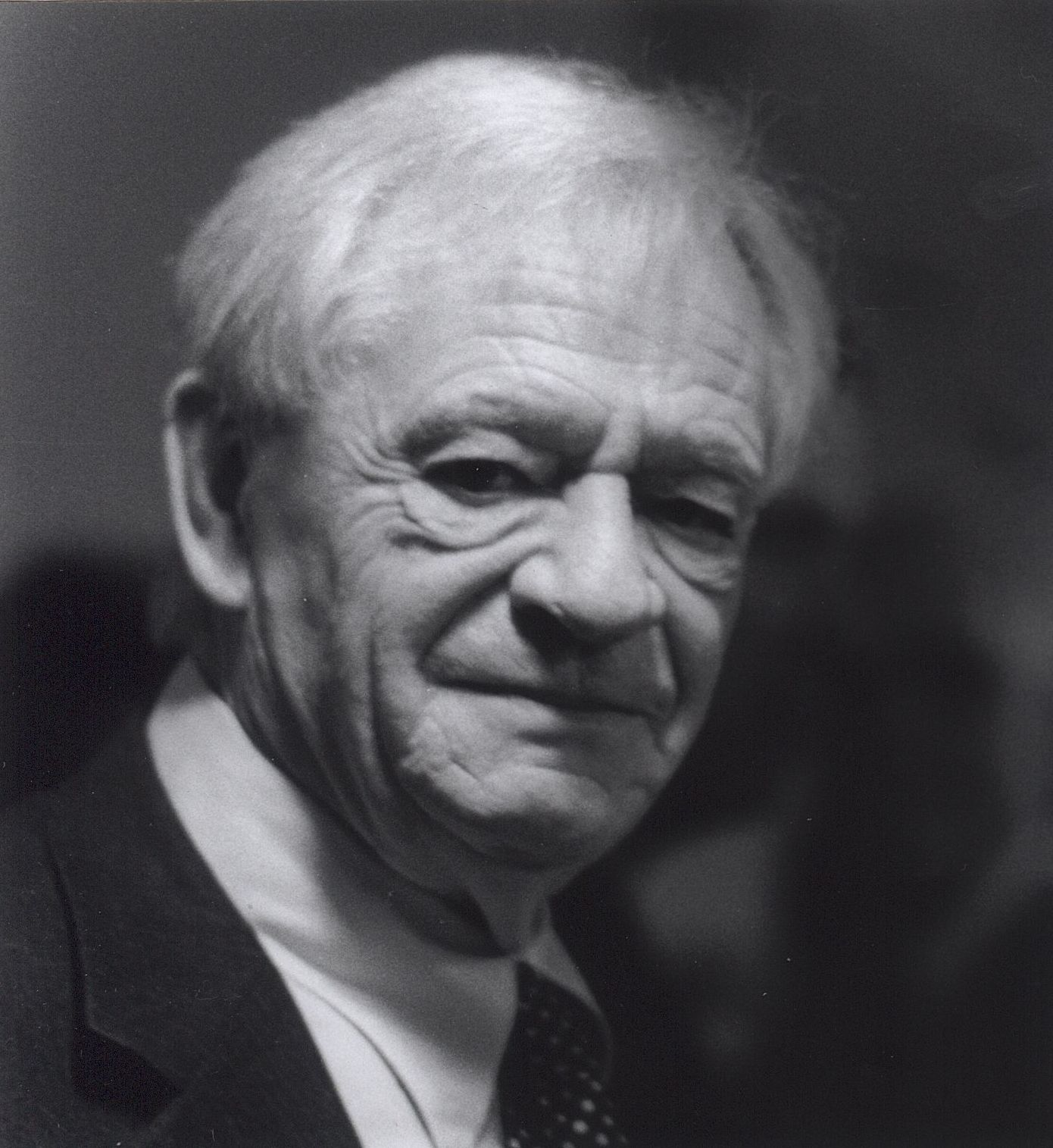
Jean-François Bergier
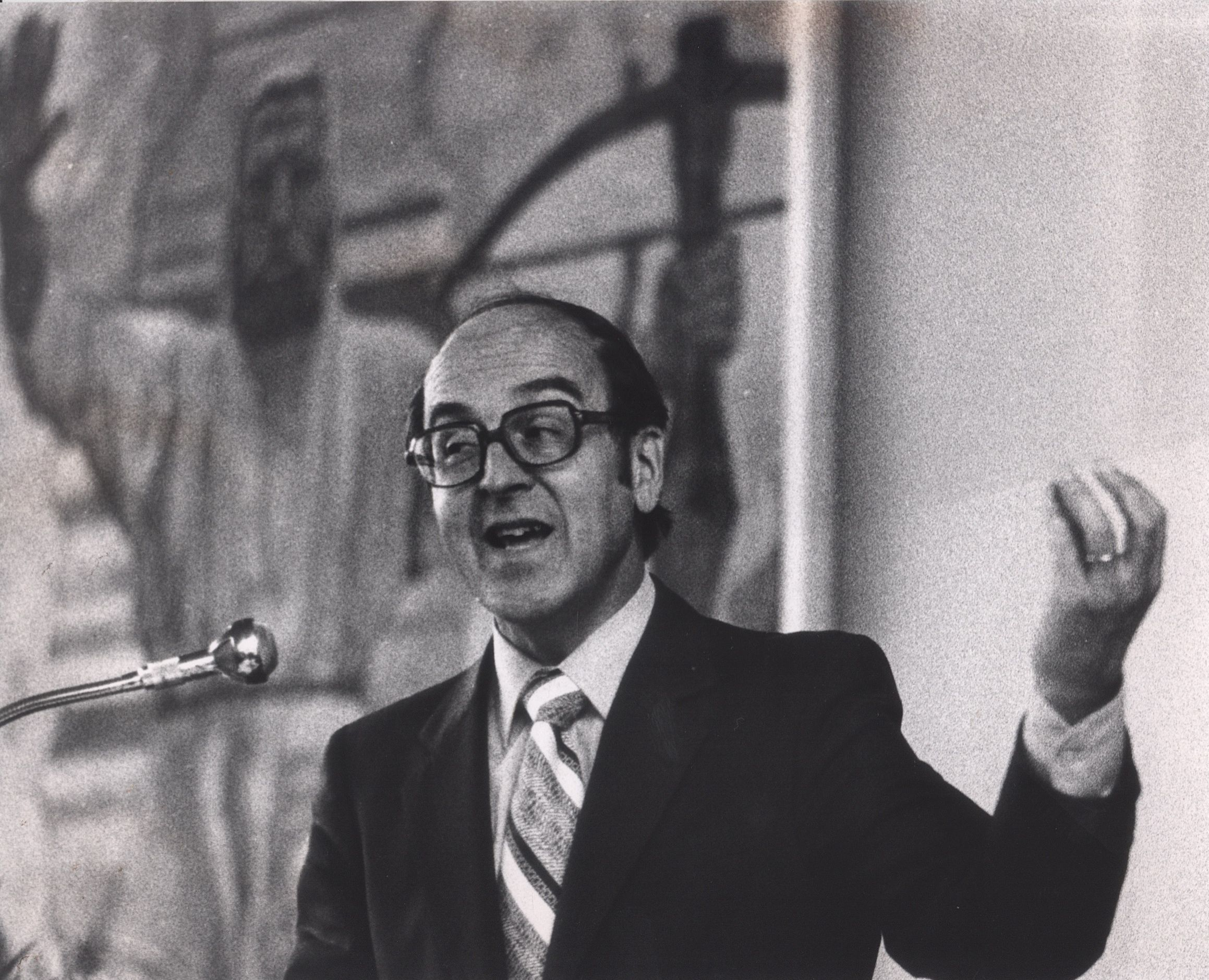
Kurt Furgler
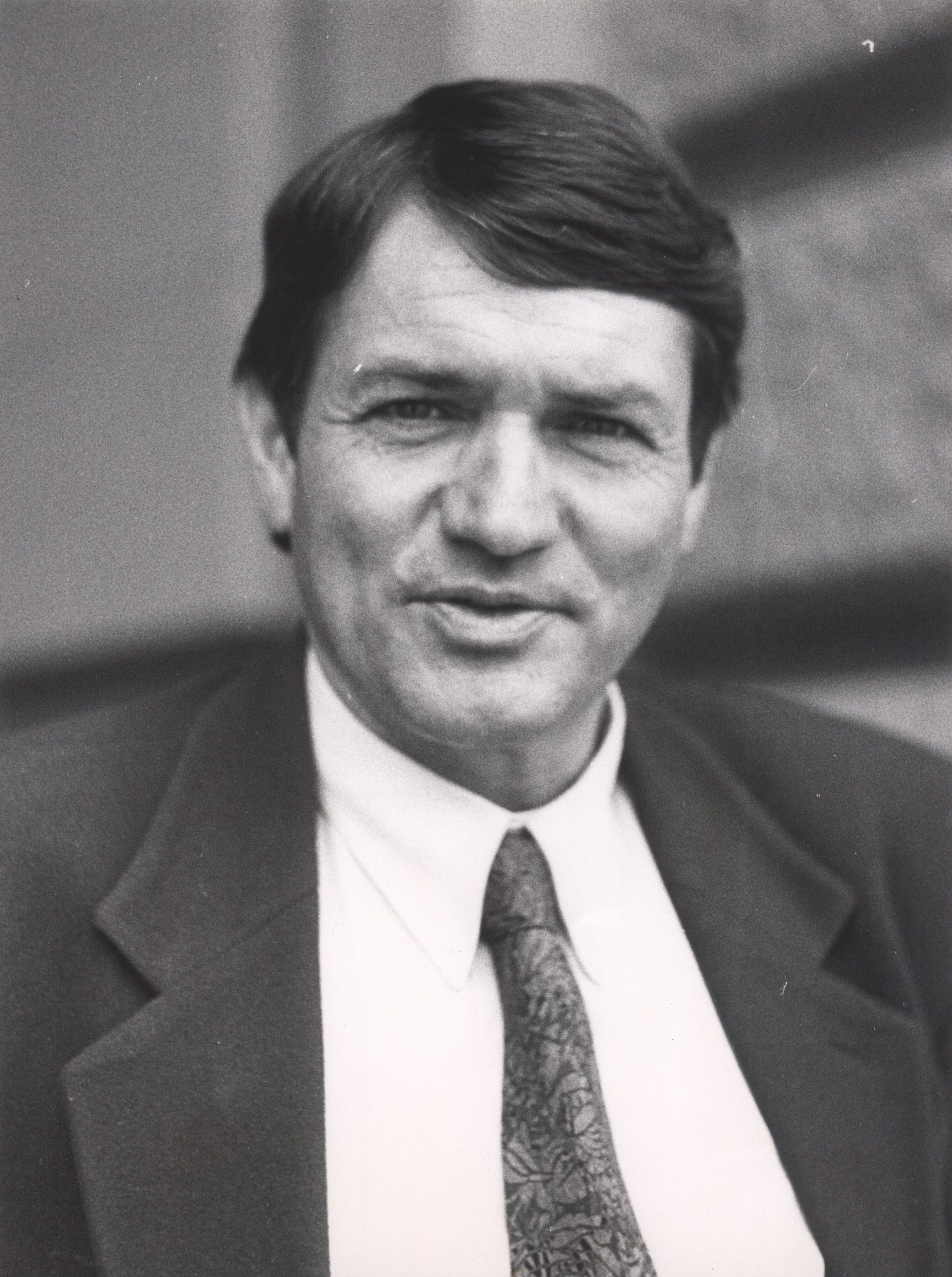
Norbert Hochreutener

## Nachlass
Der Nachlass wurde von Peter Friedli auf verschiedene Institutionen aufgeteilt. Eine Übersicht dazu gibt eine Datei beim Staatsarchiv des Kantons Bern.
- Peter Friedli in der Archivdatenbank des Schweizerischen Bundesarchivs: Porträts von Schweizer Politikern
- Nachlass Peter Friedli im Staatsarchiv des Kantons Bern: Porträts von Berner Politikern
- Nachlass Peter Friedli bei Sikart: Porträts von Kunstschaffenden, Kuratoren und Galeristen
- Nachlass Peter Friedli im Katalog der Burgerbibliothek Bern
- Nachlass Peter Friedli in der Datenbank HelveticArchives bzw. als Online-Inventar (EAD) des Schweizerischen Literaturarchivs (Fotoporträts literarischer Persönlichkeiten) und Peter Friedlis Sammlung von Kunstblättern Schweizer Künstlerinnen und Künstler in der Graphischen Sammlung der Schweizerischen Nationalbibliothek